# 国际海运危险货物规则
國際海運危險品運送章程（英文：International Maritime Dangerous Goods Code；簡稱：IMDG Code）是國際海事組織對於從事國際海上運送之船舶其安全運輸或所裝載之危險貨物或有害物質所通過的國際準則。IMDG Code是為了保護船舶人員和對於從事危險品安全運輸的船舶防止其對於海洋之污染；它並建議各國政府通過或以此為基礎作為法規。
本章程由國際海事組織轄下之委員會（DSC）每2年對其內容作更新及維護。